# 임지웅
임지웅(1988년 10월 22일 ~)은 KBS 48기 아나운서다.

## 학력
- 한국외국어대학교 서울캠퍼스 언론정보학, 영어통번역학 (학사)

## 경력
- 2013년 ~ 2014년 : 신문 기자
- 2014년 ~ 2017년 : 전주MBC 아나운서
- 2020년 ~ 2021년 12월 : YTN 아나운서
- 2021년 12월 ~ 2023년 2월 : KBS 48기 공채 아나운서 - KBS 창원 근무
- 2023년 2월 ~ 현재 : KBS 48기 공채 아나운서 - KBS 복귀

## 진행

### 현재

#### TV
- KBS 뉴스광장 정식 진행 (2025년 7월 7일 ~ 현재)

#### 라디오
- 세상의 모든 정보 진행 (2025년 5월 12일 ~ 현재)

### 과거

#### TV
- 전주MBC 생방송 뷰
- 전주MBC 뉴스데스크
- 전주MBC 전국시대
- YTN 24
- YTN 뉴스와이드
- 뉴스출발 (평일 새벽 4시 20분)
- KBS 뉴스광장 잇슈 SNS 코너 (2023년 3월 6일 ~ 2024년 2월 2일)
- 지구촌 뉴스 임시 진행 (2023년 5월 22일 ~ 2023년 5월 25일)
- KBS 아침 뉴스타임 임시 진행 (2023년 7월 24일 ~ 2023년 7월 26일, 2024년 6월 7일, 7월 12일, 7월 15일, 7월 18일)
- KBS 뉴스광장 토요일 임시 진행 (2023년 8월 26일)
- KBS 스포츠 9 주말 임시 진행 (2023년 9월 30일 ~ 2023년 10월 7일, 2024년 7월 27일 ~ 2024년 8월 11일, 2024년 9월 14일 ~ 2024년 9월 15일)
- KBS 뉴스 7 임시 진행 (2024년 4월 19일)
- KBS 뉴스광장 평일 임시 진행(2024년 9월 19일 ~ 9월 20일, 9월 23일)
- 주말 KBS 뉴스 토요일 임시진행 (2024년 7월 13일, 2024년 10월 5일)
- KBS 뉴스광장 잇슈 컬쳐 코너 (2024년 11월 8일)
- KBS 뉴스광장 토요일 정식 진행 (2023년 11월 18일 ~ 2025년 3월 8일)
- KBS 뉴스 5 정식 진행 (2025년 3월 10일 ~ 7월 4일)

## 출연

### 과거

#### TV
- 해 볼만한 아침 M&W 패널 (2023년 3월 7일 ~ 2024년 2월 2일)
- 시니어토크쇼 황금연못 출연취소(2023년 3월 25일<412회> 방송분의 아나운서로 출연 (출연 취소)
- 아침마당 (행복한 금요일 쌍쌍파티) 김진현 아나운서와 함께 이름 (아쉽게 준우승팀에 그침)
- 무엇이든 물어보세요 금요일 아나운서 임시 패널 (2024년 5월 17일)
- 무엇이든 물어보세요 화요일 아나운서 임시 패널 (2024년 5월 21일 ~ 5월 28일)
- 아침마당 흥 많고 끼 많은 KBS 신입 아나운서를 소개합니다 (2025년 1월 13일)
- 6시 내고향 월요일 슬기로운 두반장 패널 (2023년 8월 7일 ~ 2025년 3월 24일)
- 무엇이든 물어보세요 금요일 아나운서 패널 (2025년 4월 4일 ~ 7월 4일)